# Levodopa
A levodopa (L-DOPA) a dopamin-bioszintézis intermediere. A Parkinson-kór leghatékonyabb gyógyszere.

## Hatásmechanizmus
Parkinson-kórban a basalis ganglionok dopamin szintje csökken, így az alapvető terápiás cél az agyi dopaminszint növelése. Mivel a dopamin túl poláros molekula, nem jut át a vér-agy gáton. Ezért prodrugját („előhatóanyag”), a levodopát használják a klinikumban, ami már bejut a központi idegrendszerbe, és ott dekarboxileződéssel képződik belőle dopamin. Mivel a levodopa dekarboxileződése a periférián is végbemegy, ezért a levodopát perifériás eloszlású dekarboxilázgátlókkal kombinálják. Így jóval több hatóanyag képes eljutni a hatás helyéhez, ami azt eredményezi, hogy akár 75%-kal is lehet csökkenteni a levodopa adagját. Ilyen dekarboxilázgátló például a carbidopa és a benserazid. Fontos megjegyezni azonban, hogy a betegség progresszióját a levodopa nem csökkenti.

## Mellékhatások
A levodopának viszonylag sok mellékhatása van, hiszen a belőle képződő dopamin egy biológiailag aktív vegyület. A legtöbb mellékhatás csökkenthető dekarboxilázgátlóval való kombinálással. A legnagyobb probléma, hogy a levodopa terápiás hatásfoka idővel csökken, és a mellékhatások is egyre erősödnek. Ennek részint az az oka, hogy a betegség progresszív jellegű. A legfontosabb mellékhatások:

- gastrointestinális: étvágytalanság, hányinger, hányás
- cardovascularis: arrhytmia, hypotónia
- centrális mellékhatások: dyskinézia (akarattól független mozgások), szédülés, hallucináció, zavartság, aluszékonyság, hirtelen alvásroham
- egyéb mellékhatások: glaucoma, homályos látás, nyál, vizelet barnás elszíneződése

Legfontosabb mellékhatások az „end-of-dose” akinézia és az on-off jelenség, ami a terápiás hatás fluktuációjára vezethető vissza, például arra, hogy lecsökken a levodopa vérszintje.

## Bioszintézis
Az L-Dopa a szervezetben L-tirozinból képződik. Az átalakulást a tirozin-hidroxiláz enzim katalizálja. Ezzel a lépéssel kezdődik a katekolaminok bioszintézise, vagyis a neurotranszmitter dopamin, noradrenalin, és a hormon adrenalin képződése.

## Készítmények
- CARBIDOPA-LEVODOPA-B
- DOPAFLEX
- Duellin
- DUODOPA GÉL
- MADOPAR
- SINEMET
- Sinemet CR
- Stalevo